# Zugelassener Vertreter vor dem Europäischen Patentamt

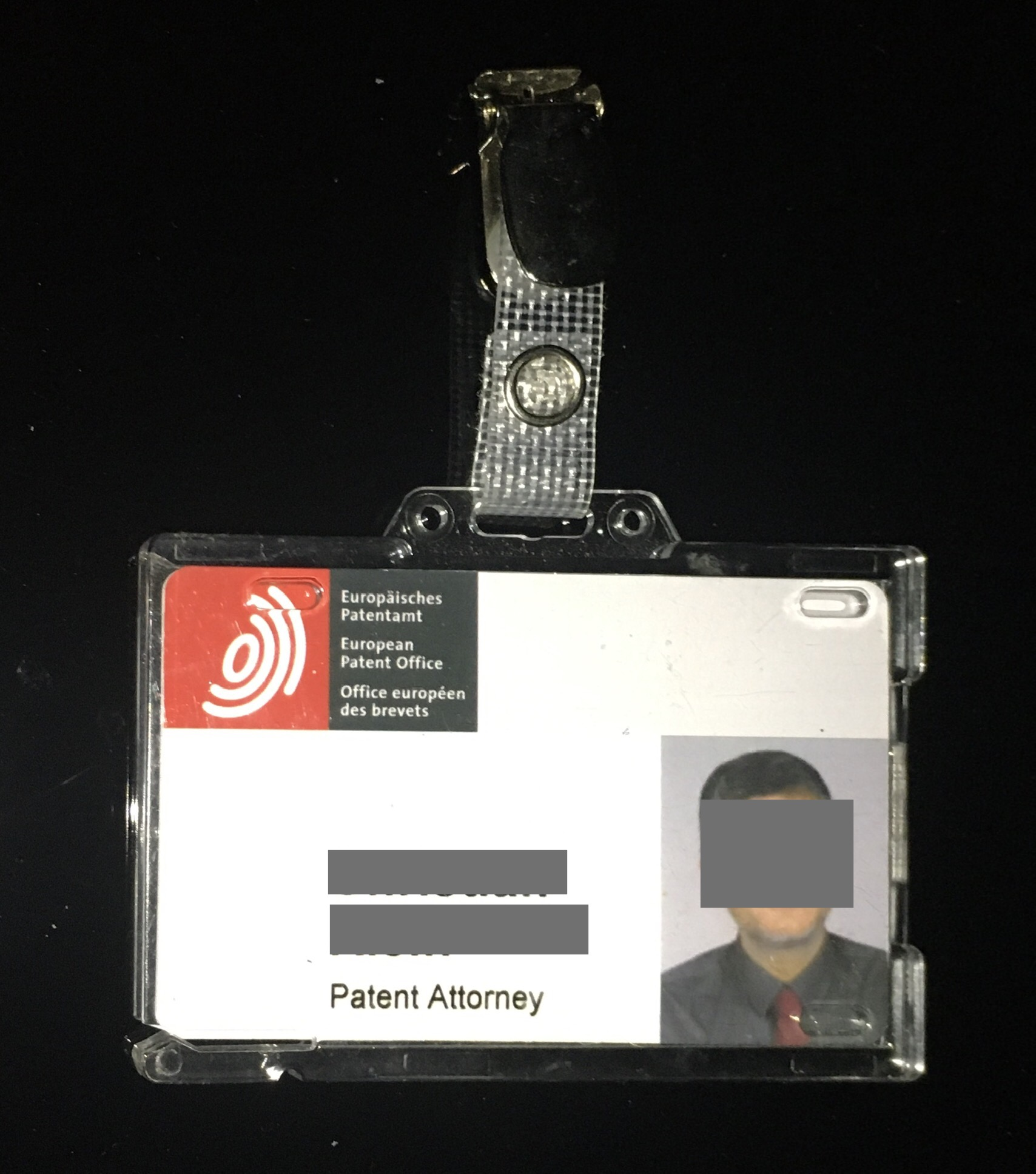
Hausausweis eines Zugelassenen Europäischen Vertreters für das EPA, dient zur Identifizierung beim Eintritt und bei Verhandlungen in Patentsachen an allen Standorten

Ein Zugelassener Vertreter vor dem Europäischen Patentamt (englisch European Patent Attorney, im deutschen Fachsprachgebrauch oft nur kurz Europäischer Patentanwalt) ist berechtigt, natürliche oder juristische Personen vor dem Europäischen Patentamt sowie mit entsprechender Zusatzqualifikation vor dem Einheitlichen Patentgericht zu vertreten. 
Zugelassene Vertreter sind zumeist freiberuflich tätige nationale Patentanwälte oder angestellte Patentfachleute. Das Europäische Patentamt führt eine Liste, in die alle Zugelassenen Vertreter eingetragen sind. 
Neben den zugelassenen Vertretern sind ebenso Rechtsanwälte vertretungsberechtigt, was jedoch in der Praxis keine Rolle spielt.
Eine Pflicht, sich vor dem Europäischen Patentamt durch einen Zugelassenen Vertreter vertreten zu lassen, gilt nur für natürliche oder juristische Personen, die weder Wohnsitz noch Sitz in einem Vertragsstaat des Europäischen Patentübereinkommens (EPÜ) haben.

## Berufsbild und Tätigkeit
Die Freiberufler unter den Zugelassenen Vertretern haben einen Geschäftssitz, die Angestellten einen Arbeitsplatz im Hoheitsgebiet eines der Vertragsstaaten des EPÜ. 
Die Tätigkeit des Zugelassenen Vertreters besteht darin, beim Europäischen Patentamt Patentanmeldungen einzureichen und seine Mandanten oder sein Unternehmen im Patenterteilungsverfahren sowie im Einspruchs- und Beschwerdeverfahren zu vertreten. Dazu gehört in der Regel auch die Überwachung der relevanten Fristen und die fristgerechte Gebührenzahlung.

## Ausbildung
Zugelassener Vertreter vor dem Europäischen Patentamt kann werden: jede natürliche Person, die 
a) die Staatsangehörigkeit eines Vertragsstaats besitzt,
b) ihren Geschäftssitz oder Arbeitsplatz in einem Vertragsstaat hat und
c) die europäische Eignungsprüfung bestanden hat,
kann in die Liste der zugelassenen Vertreter eingetragen werden.
oder
Während eines Zeitraums von einem Jahr ab dem Zeitpunkt, zu dem der Beitritt eines Staats zu diesem Übereinkommen wirksam wird, kann die Eintragung in diese Liste auch von jeder natürlichen Person beantragt werden, die
a) die Staatsangehörigkeit eines Vertragsstaats besitzt,
b) ihren Geschäftssitz oder Arbeitsplatz in dem Staat hat, der dem Übereinkommen beigetreten ist, und
c) befugt ist, natürliche oder juristische Personen auf dem Gebiet des Patentwesens vor der Zentralbehörde für den gewerblichen Rechtsschutz dieses Staats zu vertreten. Unterliegt diese Befugnis nicht dem Erfordernis einer besonderen beruflichen Befähigung, so muss die Person diese Vertretung in diesem Staat mindestens fünf Jahre lang regelmäßig ausgeübt haben.
Zulassung zur Europäischen Eignungsprüfung
Zur europäischen Eignungsprüfung werden nur Bewerber zugelassen, die zum Zeitpunkt der Prüfung folgende Voraussetzungen erfüllen:
a) Qualifikation
Die Bewerber müssen sich auf einem naturwissenschaftlichen oder technischen Fachgebiet qualifiziert haben, zum Beispiel auf dem Gebiet der Biologie, der Biochemie, der Chemie, der Elektronik, der Pharmakologie oder der Physik.
Alle Entscheidungen über die Zulassung werden auf Grundlage des Artikels 11 (1) a) der Vorschriften über die europäische Eignungsprüfung (VEP), sowie der Regeln 11 bis 14 der Ausführungsbestimmungen zu diesen Vorschriften, gefällt.
b) Berufserfahrung
Die Bewerber müssen ein Praktikum unter Leitung eines zugelassenen Vertreters vor dem EPA abgeleistet haben oder als Angestellter in einem Unternehmen mit Sitz in einem Vertragsstaat mit Patentangelegenheiten befasst gewesen sein.
Die obligatorische Praxiserfahrung ist sehr wichtig, weil ein großer Teil des Wissens, über das ein Europäischer Patentvertreter verfügen muss, bei dieser praktischen Ausbildung erworben wird. In dieser Zeit müssen die Bewerber an einer Vielzahl von Tätigkeiten im Zusammenhang mit Patentanmeldungen und Patenten beteiligt gewesen sein.
Berufserfahrungszeiten werden nur anerkannt, wenn sie nach Abschluss der vorgeschriebenen Qualifikation erworben wurden. Die praktische Ausbildung muss vor dem Prüfungstermin abgeschlossen sein.
Prüfer des EPA können sich zur Prüfung anmelden, wenn sie mindestens drei Jahre als Prüfer tätig waren.